# Postamt Bremervörde

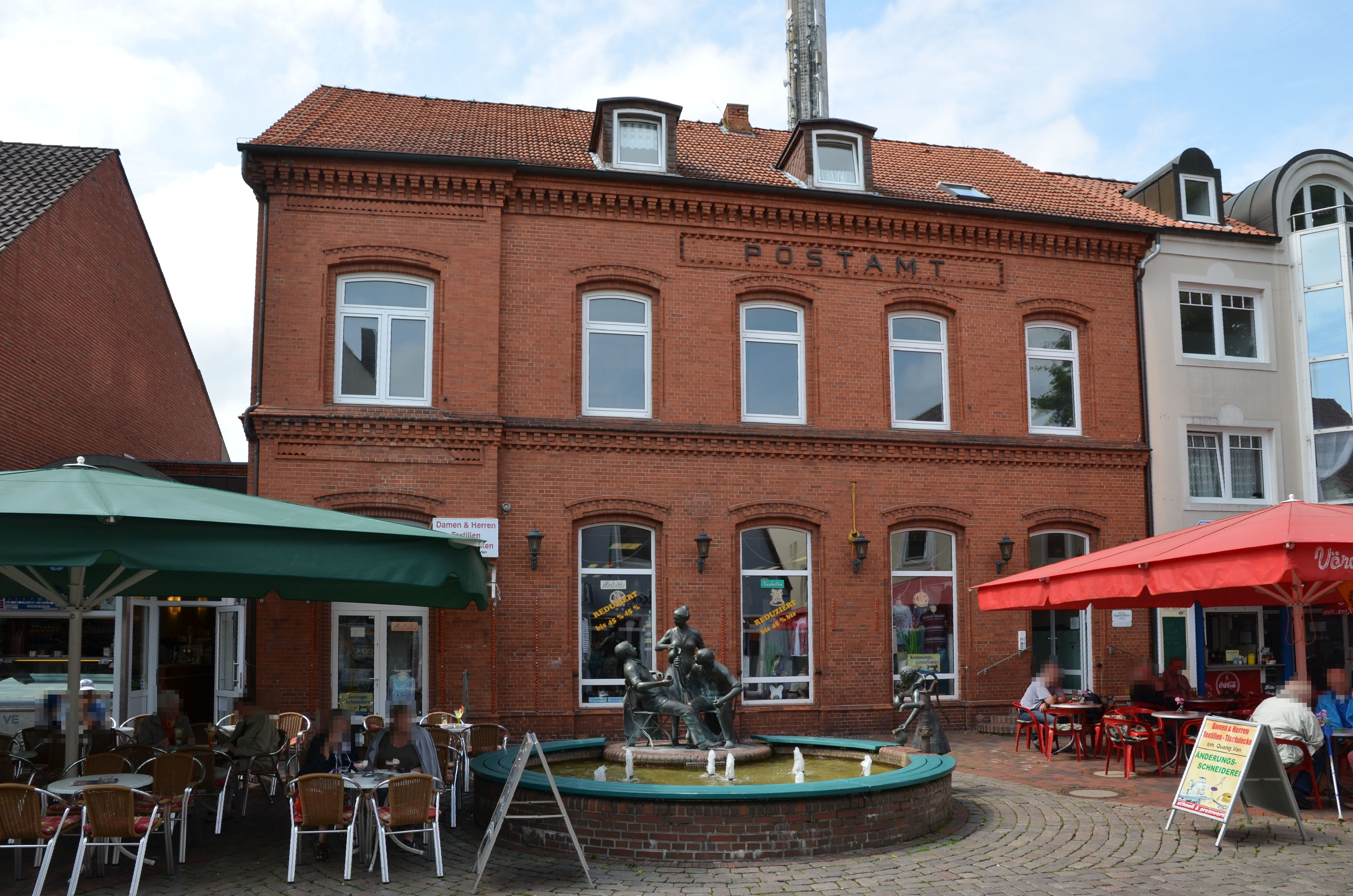
Ehemaliges Postamt, Ostfassade (2015)

Das ehemalige Postamt Bremervörde, Brunnenstraße 6, im Zentrum der niedersächsischen Stadt Bremervörde, wurde am Ende des 19. Jahrhunderts gebaut. Aktuell (2025) wird es als Wohn- und Geschäftshaus mit einem Café genutzt.
Das Gebäude steht unter Denkmalschutz (siehe auch Liste der Baudenkmale in Bremervörde).

## Geschichte und Beschreibung
Die königlich-schwedische Regierung erteilte am 5. Juli 1665 die Genehmigung für einen regelmäßigen Fahrpostverkehr der Post zwischen Bremen und Hamburg über Osterholz und Bremervörde.
Das zweigeschossige traufständige verklinkerte Gebäude in Backstein mit ziegelgedecktem Satteldach wurde 1897 vom Bremer Maurermeister Diedrich Burfeind im typischen Stil preußischer Postämter gebaut. Die Fassaden wurden durch Backsteinschmuckformen, Trauf- und Mittelgesimse und segmentbogenförmige Öffnungen sowie der Ziegelinschrift „Postamt“ gestaltet. Die Brunnenstraße mit der Platzfläche vor der ehemaligen Post soll im Rahmen der Städtebauförderung umgestaltet werden. 
Das Landesdenkmalamt befand u. a.: „… typischen Backsteinbaus der Zeit um 1900  ….“